# Крез (Сома)
Крез (фр. Creuse) насеље је и општина у североисточној Француској у региону Пикардија, у департману Сома која припада префектури Амјен.
По подацима из 2011. године у општини је живело 186 становника, а густина насељености је износила 37,05 становника/km². Општина се простире на површини од 5,02 km². Налази се на средњој надморској висини од 30 метара (максималној 124 m, а минималној 53 m).

## Демографија
| 1962. | 1968. | 1975. | 1982. | 1990. | 1999. | 2011. |
| ----- | ----- | ----- | ----- | ----- | ----- | ----- |
| 46    | 51    | 61    | 132   | 210   | 193   | 186   |

График промене броја становника у току последњих година